# Hemiceras dyari
Hemiceras dyari är en fjärilsart som beskrevs av Embrik Strand 1911. Hemiceras dyari ingår i släktet Hemiceras och familjen tandspinnare. Inga underarter finns listade i Catalogue of Life.